# Gaýly
Gaýly (Engels: Kaylu of Kaylyu, Russisch: Кайлю, Kajljoe) is een grot en archeologische vindplaats uit het mesolithicum in de provincie Balkan in het westen van Turkmenistan.
De grot ligt nabij het gelijknamige station aan de noordelijke oever van de Golf van Krasnovodsk. De site werd voor het eerst bezocht in 1947 door Aleksej Okladnikov, die er in 1952 onderzoek verrichtte. Hij dateerde de site tot het 4e-3e millennium v.Chr.
De oudste cultuurlagen stamden uit het mesolithicum, en werden door een steriele laag gescheiden van de bovenliggende neolithische lagen van bijna 2,5 m dik. De stenen werktuigen waren vergelijkbaar met die van de Damdamçeşme-grot en omvatten prismatische kernen, klingen en microklingen, getande werktuigen, schrabbers, boren en gerugde werktuigen die gelijkenissen vertonen met vondsten uit Ali Tappeh, Belt, and Komishan in Noord-Iran.  Naast grote hoeveelheden visgraten en schubben, met name van steur, werden twee menselijke skeletten en uit schelpen vervaardigde sieraden gevonden. 
In de neolithische lagen werden fragmenten van zwart aardewerk met platte bodems en rood gepolijst aardewerk gevonden. Onder de stenen werktuigen bevond zich een pijlpunt van het Kelteminar-type. 